# Duca degli Abruzzi (transatlantico)
Il Duca degli Abruzzi è stato un piroscafo passeggeri italiano. Fu requisito ed impiegato come incrociatore ausiliario dalla Regia Marina in occasione della guerra italo-turca (1911-1912).

## Storia
Costruita tra il 1907 ed il 1908 nei Cantieri Navali Riuniti di La Spezia su ordinazione della Navigazione Generale Italiana (la principale compagnia di navigazione italiana del tempo), la nave era in origine un grande ed elegante piroscafo passeggeri a tre ponti e due fumaioli della capacità di 1838 passeggeri. La nave era la più piccola di una serie di tre navi pressoché gemelle, dette classe Ducale (le altre erano Duca d'Aosta e Duca di Genova). L'apparato propulsivo, costruito dalla ditta genovese Nicolò Odero su licenza inglese, garantiva una velocità di 16 nodi.
Destinato principalmente al trasporto di emigranti (1740 dei 1838 posti disponibili erano in terza classe), il piroscafo venne destinato ad una delle principali rotte di emigrazione verso gli Stati Uniti, la Genova-Napoli-New York. Su tale rotta si svolse il viaggio inaugurale della nave, il 4 febbraio 1908, e su quelle tratte il Duca degli Abruzzi continuò a navigare nei tre anni successivi, sino allo scoppio della guerra italo-turca: il 22 novembre 1911 la nave lasciò Genova per l'ultimo viaggio prima della requisizione.
Durante tale conflitto, protrattosi dal 1911 al 1912, il piroscafo venne requisito dalla Regia Marina (la prima requisizione avvenne il 5 febbraio 1912 e si protrasse sino al 23 agosto dello stesso anno, dopo di che la nave venne nuovamente requisita sino al 2 ottobre 1912)), armato con alcuni cannoni da 120 mm ed iscritto nei ruoli del naviglio ausiliario dello Stato come incrociatore ausiliario. Analoga sorte ebbe anche il Duca di Genova.
Il fatto bellico più importante al quale il Duca degli Abruzzi prese parte fu lo sbarco e l'occupazione, nel maggio 1912, insieme all'incrociatore corazzato Amalfi, delle isole di Patmo, Calchi ed Emporio, che entrarono poi a far parte del possedimento italiano del Dodecaneso.

Un’altra immagine dell’unità in servizio come nave mercantile.

 Sul finire del 1912, concluso il conflitto, il Duca degli Abruzzi tornò alla Navigazione Generale Italiana, che lo impiegò sulla linea che univa Genova all'America meridionale, sulla quale navigò sino al 1914. Secondo altre fonti il piroscafo fu in servizio per la compagnia di navigazione genovese La Veloce dal 1911 al 1914 (escluso il periodo della guerra italo-turca), tornando alla NGI nel 1914.
Nel corso del primo conflitto mondiale, mentre il Duca di Genova venne requisito come trasporto truppe, andando perduto nel 1918 a seguito del siluramento da parte di un U-Boot, il Duca degli Abruzzi fu posto in disarmo, stazionando inattivo sino al 28 novembre 1918, quando tornò in servizio sulla rotta Genova-New York.
L'ultimo viaggio sulla rotta Genova-Napoli-Messina-New York ebbe inizio il 23 maggio 1922, dopo di che il piroscafo venne trasferito sulla rotta Genova-Napoli-Sud America.
La crisi economica del 1929 e la tragedia del piroscafo Principessa Mafalda accelerarono la fine delle navi di costruzione prebellica ancora in servizio nella flotta della Navigazione Generale Italiana: nel 1929 il Duca degli Abruzzi venne messo in disarmo e quindi avviato alla demolizione nel corso del medesimo anno.